# Union (Maine)
Union ist eine Town im Knox County des Bundesstaates Maine in den Vereinigten Staaten. Im Jahr 2020 lebten dort 2383 Einwohner in 1250 Haushalten auf einer Fläche von 89,33 km².

## Geografie
Nach dem United States Census Bureau hat Union eine Gesamtfläche von 89,33 km², von der 83,27 km² Land sind und 6,06 km² aus Gewässern bestehen.

### Geografische Lage
Union liegt im Nordwesten des Knox Countys und grenzt an das Lincoln County. Im Norden des Gebietes befindet sich der Senebec Pond und im Süden liegen der Seven Tree Pond und der Crawford Pond. Ein weiterer großer See, der Round Pond, liegt zentral auf dem Gebiet der Town. Der St. Georges River fließt in südliche Richtung, durchfließt den Senebec Pond und den Seven Tree Pond, sowie  weitere Seen im Knox County, auf seinem Weg zum Atlantischen Ozean. Die Oberfläche des Gebietes ist leicht hügelig und der 207 m hohe Barrett Hill ist die höchste Erhebung auf dem Gebiet der Town.

### Nachbargemeinden
Alle Entfernungen sind als Luftlinien zwischen den offiziellen Koordinaten der Orte aus der Volkszählung 2010 angegeben.
- Norden: Appleton, 4,3 km
- Nordosten: Hope, 10,9 km
- Osten: Rockport, 21,7 km
- Süden: Warren, 6,3 km
- Südwesten: Waldoboro, Lincoln County, 11,5 km
- Nordwesten: Washington, 11,7 km

### Stadtgliederung
In Union gibt es mehrere Siedlungsgebiete: East Union, North Union, South Union und Union.

### Klima
Die mittlere Durchschnittstemperatur in Union liegt zwischen −7,2 °C (19 °Fahrenheit) im Januar und 20,6 °C (69 °Fahrenheit) im Juli. Damit ist der Ort gegenüber dem langjährigen Mittel der USA um etwa 6 Grad kühler. Die Schneefälle zwischen Oktober und Mai liegen mit bis zu zweieinhalb Metern mehr als doppelt so hoch wie die mittlere Schneehöhe in den USA; die tägliche Sonnenscheindauer liegt am unteren Rand des Wertespektrums der USA.

## Geschichte
Union wurde am 20. Oktober 1786 als Town organisiert. Zuvor war das Gebiet als Sterlington Plantation bekannt. Union war Teil des Muscongus, später Waldo Patent genannten Grants und wurde im Jahr 1774 von John Taylor aus Lunenburg, Massachusetts, von den Waldo-Erben gekauft. Noch im selben Jahr startete die Besiedlung von Union. Die Siedlung war zunächst unter dem Namen Taylortown nach John Taylor bekannt, doch als Plantation wurde das Gebiet als Sterlingtown Plantation organisiert. Als Union am 20. Oktober 1786 als Town organisiert wurde, änderte sich der Name auf Union.
Die Knox Railroad verband Union mit Warren. Sie wurde 1932 eingestellt.

### Einwohnerentwicklung
| Volkszählungsergebnisse – Town of Union, Maine | Volkszählungsergebnisse – Town of Union, Maine | Volkszählungsergebnisse – Town of Union, Maine | Volkszählungsergebnisse – Town of Union, Maine | Volkszählungsergebnisse – Town of Union, Maine | Volkszählungsergebnisse – Town of Union, Maine | Volkszählungsergebnisse – Town of Union, Maine | Volkszählungsergebnisse – Town of Union, Maine | Volkszählungsergebnisse – Town of Union, Maine | Volkszählungsergebnisse – Town of Union, Maine | Volkszählungsergebnisse – Town of Union, Maine |
| Jahr                                           | 1700                                           | 1710                                           | 1720                                           | 1730                                           | 1740                                           | 1750                                           | 1760                                           | 1770                                           | 1780                                           | 1790                                           |
| ---------------------------------------------- | ---------------------------------------------- | ---------------------------------------------- | ---------------------------------------------- | ---------------------------------------------- | ---------------------------------------------- | ---------------------------------------------- | ---------------------------------------------- | ---------------------------------------------- | ---------------------------------------------- | ---------------------------------------------- |
| Einwohner                                      |                                                |                                                |                                                |                                                |                                                |                                                |                                                |                                                |                                                | 199                                            |
| Jahr                                           | 1800                                           | 1810                                           | 1820                                           | 1830                                           | 1840                                           | 1850                                           | 1860                                           | 1870                                           | 1880                                           | 1890                                           |
| Einwohner                                      | 573                                            | 1266                                           | 1391                                           | 1612                                           | 1784                                           | 1972                                           | 1957                                           | 1701                                           | 1548                                           | 1436                                           |
| Jahr                                           | 1900                                           | 1910                                           | 1920                                           | 1930                                           | 1940                                           | 1950                                           | 1960                                           | 1970                                           | 1980                                           | 1990                                           |
| Einwohner                                      | 1248                                           | 1233                                           | 1133                                           | 1060                                           | 1150                                           | 1085                                           | 1196                                           | 1189                                           | 1569                                           | 1989                                           |
| Jahr                                           | 2000                                           | 2010                                           | 2020                                           | 2030                                           | 2040                                           | 2050                                           | 2060                                           | 2070                                           | 2080                                           | 2090                                           |
| Einwohner                                      | 2209                                           | 2259                                           | 2383                                           |                                                |                                                |                                                |                                                |                                                |                                                |                                                |

## Kultur und Sehenswürdigkeiten

### Bauwerke
In Union wurden mehrere Bauwerke und eine Stätte unter Denkmalschutz gestellt und ins National Register of Historic Places aufgenommen.
- Ebenezer Alden House 1975 unter der Register-Nr. 75000100[10]
- Lermond Mill 1984 unter der Register-Nr. 84000499[11]
- Joseph and Hannah Maxcy Homestead 2004 unter der Register-Nr. 04000743[12]
- Union Town House 2001 unter der Register-Nr. 01001419[13]

Stätte
- The Common 2007 unter der Register-Nr. 07001151[14]

## Wirtschaft und Infrastruktur

### Verkehr
Die Maine State Route 131 verläuft in nordsüdlicher Richtung und in westöstlicher Richtung verläuft die Maine State Route 17.

### Öffentliche Einrichtungen
Es gibt keine medizinischen Einrichtungen oder Krankenhäuser in Union. Die nächstgelegenen befinden sich in Waldoboro, Camden und Rockland.
In Union befindet sich die Vose Library an der Common Road. Sie steht auch den Bewohnern der benachbarten Towns Appleton, Hope, Warren, Washington, Waldoboro und Friendship zur Verfügung.

### Bildung
Union gehört zusammen mit Friendship, Warren, Waldoboro und Washington zur Regional School Unit 40.
Im Schulbezirk werden mehrere Schulen angeboten:
- Friendship Village School; Schulklassen Kindergarten bis 6. Schuljahr, in Friendship
- Miller School; Schulklassen Pre-Kindergarten bis 6. Schuljahr, in Union
- Union Elementary School; Schulklassen Pre-Kindergarten bis 6. Schuljahr, in Union
- Prescott Memorial School; Schulklassen Kindergarten bis 6. Schuljahr, in Waldoboro
- Warren Community School; Schulklassen Pre-Kindergarten bis 5. Schuljahr, in Warren
- Medomak Middle School; Schulklassen 7–8, in Waldoboro
- Medomak Valley High School; Schulklassen 9–12, in Waldoboro
- Rivers Alternative Middle School, in Union

## Persönlichkeiten

### Söhne und Töchter der Stadt
- Franz U. Burkett (1887–1961), Politiker und Maine Attorney General
- George M. Seiders (1844–1915), Politiker und Maine Attorney General